# Mark Jones (basket-ball)
Pour les articles homonymes, voir Jones et Mark Jones.
Mark Jones, né le 25 mai 1975 à Milwaukee (États-Unis), est un joueur de basket-ball professionnel américain. Il mesure 1,98 m.

## Collège
- 1993 - 1995 :  Anderson JC

## Université
- 1995 - 1996 :  University of Minnesota (NCAA)
- 1996 - 1998 :  University of Central Florida (NCAA)

## Clubs
- 1998 - 1999 :  Izmir (1er division) puis  Fort Wayne Fury (CBA)
- 1999 - 2000 :  Morger  puis  lorida Sea Dragons (USBL)
- 2000 - 2001 :  Bourg en Bresse (Pro A)
- 2001 - 2002 : puis  Chalon-sur-Saône (Pro A)
- 2002 - 2003 :
- 2003 - 2004 :  Cocodrilos de Caracas (LPB)
- 2004 - 2005 :  Orlando Magic (NBA)

puis  Great Lakes Storm (CBA)
- 2005 - 2006 :  BC Kiev (1er division)
- 2006 - 2007 :  14ers du Colorado (NBA Development League)